# Новомученики Мукачівської єпархії (МГКЄ)
Новомученики Мукачівської єпархії (МГКЄ)

## Вступ
Післявоєнні роки другої світової війни були найтяжчим періодом історії Мукачівської єпархії. Тоді тоталітарна комуністична влада в окупованій нею Східній Європі свою політику направила виразно проти Католицької Церкви і, в першу чергу, проти Греко-католицької, проти нібито її «гегемоністських устремлінь». Відповідно до цього стратегічного плану були розроблені заходи з ліквідації Греко-католицької церкви. Не була обійдена й Мукачівська Греко-Католицька єпархія. Її духовенство на чолі з безстрашним пастирем-єпископом Теодором Ромжею стало перепоною для здійснення цих планів: 173 священики (57,7 процентів від загальної кількості), не піддавшись тиску органів безпеки, відмовилися підписати заяви про перехід на православ'я. Було це свідомим, переконливим виявом вірності Католицькій Церкві. Але такий героїзм вимагав від священиків та їх сімей чималих жертв. За це їх позбавили права священнодійства, повиганяли із священицьких домів-фар, і разом із сім'ями вони залишилися без роботи, без засобів існування.
Таке масове героїчне свідчення вірності варте того, щоби спогади про ці події не пропали безслідно. Вони повинні стати дорогоцінним надбанням громадськості, наших майбутніх поколінь.
Святкування 400-ліття відновлення єдності з Апостольським Престолом у Бересті та 350-ліття в Ужгороді є нагодою заново усвідомити важливість цього свідчення вірності, оцінити його значення для історії Церкви. Кожна сторінка історії репресування 128 священиків, їхні спогади, є цінним матеріалом, який вписується золотими літерами в історію багатостраждальної Мукачівської єпархії.

## Беатифікація блаженногоТеодора Ромжі
- Тео́дор Ю́рій Ро́мжа (*14 квітня 1911, с. Великий Бичків Закарпатської області — †1 листопада 1947, Мукачево) — єпископ Мукачівської греко-католицької єпархії, блаженний Католицької Церкви. Поховано єпископа в Ужгороді.

27 червня 2001 Папа Римський Іван-Павло II під час свого візиту в Україну на літургії візантійського обряду у м. Львові, в числі новомучеників УГКЦ причислив Теодора Ромжу до лику блаженних. У Мукачівській греко-католицькій єпархії діє Ужгородська греко-католицька богословська академія імені Теодора Ромжі.

## Список новомучеників (алфавітний)
У Мукачівській єпархії діє комісія: Постуляційний процес беатифікації слуг божих владики Олександра Хіри, Петра Павла Ороса та інших мучеників Мукачівської єпархії XX ст.
- Владика Олександр (Хіра)
- Владика Петро Павло Орос

І тепер продовжується збір документів та фіксування документальних тверджень свідків репресій священиків та вірних Мукачівської єпархії, які в подальшому будуть подані в Апостольську столицю для розгляду та беатифікації.
- Азарій Андрій — Парох церкви св. Апостолів Петра і Павла в с. Станово Мукачівського р-ну
- Антонишин Стефан — Парох церкви Собору Пресвятої Богоматері (8 січня) в с. Костева Пастіль Великобкркзнянського р-ну
- Балтович Микола — Парох церкви св. Архангела Михаїла в с. Тур'я Пасіка Перечинського р-ну
- Бачинський Даниїл (ст.) — Парох церкви верховних Апостолів Петра і Павла в с. Дубрівка Ужгородського р-ну
- Бачинський Даниїл (мол.) — Парох Ужгородської Преображенської церкви (Цегольнянська)
- Бачинський Теодор — Парох церкви св. Василія Великого в с. Кайданове Мукачівського р-ну
- Бачинський Юлій — Парох церкви Різдва Пресвятої Богородиці (21 вересня) в с. Ясіня Рахівського р-ну
- Бачкай Антон — Парох церкви св. Василія Великого у с. Мала Копаня Виноградівського р-ну
- Бендас Стефан — Парох церкви св. Миколая-Чудотворця в с. Велика Копаня Виноградівського р-ну
- Бобик Михайло (Мефодій) — Парох церкви Зіслання св. Духа в с. Колочава Міжгірського р-ну
- Бобіта Микола — Парох церкви Покров Пресвятої Богородиці (14 жовтня) в с. Залужжя Мукачівського р-ну
- Бокотей Андрій — Парох церкви верховних Апостолів Петра і Павла в сел. Іршава (з 1982 р. м. Іршава)
- Васков Петро — Парох церкви Покров Пресвятої Богородиці (14 жовтня) в с. Лохово Мукачівського р-ну
- Верб'ящук Стефан — Парох церкви Покров Пресвятої Богородиці (14 жовтня) в с. Малий Раковець Іршавського р-ну.
- Гаджега Юлій — Доктор теології, викладач Ужгородської духовної семінарії
- Гарайда Дезидерій — Парох церкви Різдва Пресвятої Богородиці (21 вересня) в с. Нове Село Виноградівського р-ну
- Гафич Стефан — Парох церкви святого Миколая-Чудотворця (19 грудня) в с. Вільшинки Перечинського р-ну
- Голіш Антон (Костянтин) — Ієромонах ЧСВВ, помічний священик церкви Покров Пресвятої Богородиці в с. Малий Раковець Іршавського р-ну
- Грабар Адальберт — Парох церкви Успення Пресвятої Богородиці (28 серпня) в с. Голубине Свалявського р-ну
- Грегорович Стефан — Парох церкви Зіслання Святого Духа в с. Щербовець Воловецького р-ну
- Греньо Михайло — Парох церкви св. Архангела Михаїла в с. Лопухів (до 1946 р. — с. Брустури) Тячівського р-ну
- Данканич Михайло — Парох церкви Покров Пресвятої Богородиці (14 жовтня) у с. Обава Мукачівського р-ну
- Деметер Михайло — Парох церкви Покров Пресвятої Богородиці (14 жовтня) в с. Плоске Свалявського р-ну
- Дем'янович Петро — Парох церкви Успення Пресвятої Богородиці в окружному центрі Рахів (з 1958 р. — м. Рахів)
- Дзуровчик Михайло — Парох церкви Вознесіння Господнього в с. Великі Лази Ужгородського р-ну
- Дребітко Дмитро (Діонісій) [Архівовано 17 листопада 2015 у Wayback Machine.] — Ієромонах ЧСВВ
- Дулишкович Віктор — Парох церкви св. Архангела Михаїла в с. Тур'ї-Ремети Перечинського р-ну
- Дулишкович Євмен — Парох церкви Успіння Пресвятої Богородиці (28 серпня) в м. Мукачево
- Дурневич Теодор — Парох церкви Покров Пресвятої Богородиці (14 жовтня) в с. Жнятино Мукачівського р-ну
- Егреші Георгій — Парох церкви св. Василія Великого у с. Тур'я Бистра Перечинського р-ну
- Егреші Іван — Парох церкви св. Миколая-Чудотворця в с. Порошково Перечинського р-ну
- Егреші Михайло — Парох церкви Різдва Пресвятої Богородиці (21 вересня) в с. Великий Раковець Іршавського р-ну
- Егреші Олександр — Парох церкви Благовіщення Пресвятої Богородиці (7 квітня) в с. Паладь-Комарівці (в 1946 р. перейменовано в с. Комарівці) Ужгородського р-ну
- Желтвай Микола — Парох церкви Вознесіння Господнього в с. Худльово Ужгородського р-ну
- Желтвай Федір — Парох церкви св. Архангела Михаїла в с. Тересва (з 1957 р. — смт. Тересва) Тячівського р-ну
- Желтвай Юлій — Парох церкви Царя-Христа (остання неділя жовтня) у с. Руські Комарівці Ужгородського р-ну
- Завадяк Йосиф — Ієромонах ЧСВВ
- Зомборі Микола — Парох церкви святого великомученика Георгія (6 травня) в с. Ардовець (у 1946 р. перейменовано в с. Підвиноградів) Виноградівського р-ну
- Іванчо Віктор — Парох церкви св. Архангела Михаїла (21 листопада) в с. Негровець Міжгірського р-ну
- Іванчо Юлій — Парох церкви св. Миколая-Чудотворця (19 грудня) в с. Люта Великоберезнянського р-ну
- Ільницький Олександр — Апостольський протонотаріус, протоієрей Капітулу Мукачівської Греко-Католицької єпархії
- Кабацій Рудольф Реже — Парох церкви Успення Пресвятої Богородиці (28 серпня) в с. Середнє (з 1971 р. — смт. Середнє) Ужгородського р-ну
- Кампов Йосиф — Парох церкви Благовіщення Пресвятої Богородиці (7 квітня) в м. Берегово
- Карпинець Іван — Парох церкви Вознесіння Господнього в с. Фанчиково Виноградівського р-ну
- Карпинець Йосиф — Парох церкви св. Архангела Михаїла (21 листопада) у с. Ділок Мукачівського р-ну
- Кекерчені Павло — Парох церкви святого Архангела Михаїла (21 листопада) в с. Бобове Виноградівського р-ну
- Кешеля Іван — Парох церкви Покров Пресвятої Богородиці (14 жовтня) в с. Жнятино Мукачівського р-ну
- Клин Євген — Помічний священик церкви Покров Пресвятої Богородиці (14 жовтня) в с. Невицьке Ужгородського р-ну
- Ковтюк Франціск — Помічний священик Ужгородської Преображенської церкви (Цегольнянська)
- Когутич Теодор — Каноник Капітулу Мукачівської Греко-Католицької єпархії
- Легеза Петро — Парох церкви св. Архангела Михаїла в с. Негровець Міжгірського р-ну
- Легеза Йосиф — Парох церкви св. Архангела Михаїла в с. Ботар (у 1946 р. перейменовано в с. Братово) Виноградівського р-ну
- Легеза Стефан — Парох церкви Покров Пресвятої Богородиці (14 жовтня) в с. Кам'янське Іршавського р-ну
- Лелекач Іван — Помічний священик (капелан) церкви св. Миколая-Чудотворця в с. Люта Великоберезнянського р-ну
- Лозан Полікарп (Василь) [Архівовано 17 листопада 2015 у Wayback Machine.] — Ієромонах ЧСВВ
- Ляхович Микола — Парох церкви св. Іоана Хрестителя в с. Золотарево Хустського р-ну
- Малишко Іван — Парох церкви Різдва Пресвятої Богородиці (21 вересня) у с. Брестов Мукачівського р-ну
- Марина Іван — Парох церкви св. Архангелів Гавриїла і Михаїла в с. Солотвино (з 1947 р. — смт. Солотвино) Тячівського р-ну
- Марина Лаврентій — Парох церкви св. Миколая-Чудотворця (19 грудня) в с. Середня Апша (у 1946 р. перейменоване в с. Середнє Водяне) Рахівського р-ну
- Марина Олександр, д-р — Парох церкви Покров Пресвятої Богородиці (14 жовтня) в с. Невицьке Ужгородського р-ну, професор богослов'я Ужгородської духовної семінарії
- Матейко Іван — Парох церкви Успіння Пресвятої Богородиці (28 серпня) в с. Новоселиця Виноградівського р-ну
- Матейча Юрій — Парох церкви св. Архангела Михаїла (21 листопада) в с. Шаланки Виноградівського р-ну
- Меллеш Євген-Іван — Парох церкви Вознесіння Господнього в с. Великий Березний (з 1947 р. — смт. Великий Березний)
- Микита Йосиф — Парох Церкви Верховних Апостолів Петра і Павла (12 липня) в с. Косівська Поляна Рахівського р-ну
- Микула Михайло — Священик при Мукачівській міській лікарні
- Микуляк Василь — Парох церкви Різдва Пресвятої Богородиці (21 вересня) в с. Сірма (у 1946 р. перейменовано в с. Дротинці) Виноградівського р-ну
- Міня Іван — Парох церкви Вознесіння Господнього в с. Чорнотисово Виноградівського р-ну
- Мішкольці Федір — Архіваріус, секретар-реєстратор, управитель (мажордом) єпископської палати Мукачівської Греко-Католицької єпархії
- Мозер Михайло — Парох церкви Покров Пресвятої Богородиці (14 жовтня) у с. Крива Хустського р-ну
- Монді Микола — Парох церкви Благовіщення Пресвятої Богородиці (7 квітня) в м. Берегово
- Мурані Микола — Директор єпископської канцелярії, викладач духовної семінарії, Капітулярний вікарій, Апостольський адміністратор Мукачівської єпархії
- Орос Іван — Парох церкви св. Миколая-Чудотворця (19 грудня) в с. Сокирниця Хустського р-ну
- Ортутай Елемир — Помічний священик Ужгородської Преображенської церкви (Цегольнянська), викладач духовної семінарії
- Ортутай Євген — Парох Ужгородської Преображенської церкви (Цегольнянська)
- Ортутай Стефан — Парох церкви Перенесення мощей святого Миколая-Чудотворця (22 травня) в с. Ворочево Перечинського р-ну
- Пасулька Євген — Помічний священик церкви Благовіщення Пресвятої Богородиці (7 квітня) в м. Берегово
- Петенько Стефан — Парох церкви св. Архангела Михаїла в с. Нягово (у 1946 р. перейменовано в с. Добрянське) Тячівського р-ну
- Петрик Євген — Радник єпископської Консисторії, касир єпархіальної каси, почесний канонік Мукачівської єпархії
- Попович Дмитро — Директор греко-католицького інтернату «Алумнеум» в м. Хуст, член єпископської Консисторії, професор Закону Божого Хустської гімназії
- Попович Іван — Парох церкви Успення Пресвятої Богородиці (28 серпня) в с. Білки Іршавського р-ну
- Попп Семен-Даниїл — Парох церкви святого Миколая-Чудотворця (19 грудня) в с. Нижня Апша (у 1946 р. перейменовано в с. Діброва) Тячівського р-ну
- Похіл Василь — Парох церкви Успіння Пресвятої Богородиці (28 серпня) в с. Великий Бичків (з 1947 р. — смт. Великий Бичків) Рахівського р-ну
- Пушкаш Ласло — Помічний священик Ужгородського кафедрального храму Воздвиження Чесного і Животворящого Хреста (27 вересня)
- Рабар Іван — Парох церкви Зіслания Святого Духа в с. Великі Ком'яти Виноградівського р-ну
- Роман Антон — Парох церкви святого Миколая-Чудотворця (19 грудня) в с. Терново Тячівського р-ну
- Роман Георгій — Парох церкви святого Архангела Михаїла (21 листопада) в с. Підгоряни (приєднано до м. Мукачево)
- Роман Іван — Парох церкви Покров Пресвятої Богородиці (14 жовтня) в с. Суха Іршавського р-ну
- Ромжа Нестор — Парох церкви Покров Пресвятої Богородиці (14 жовтня) у с. Квасово Берегівського р-ну
- Русинко Микола — Парох церкви Вознесіння Господнього в м. Хуст
- Сабов Андрій — Парох церкви Успіння Пресвятої Богородиці (28 серпня) в с. Доманинці (у 1976 р. приєднано до м. Ужгород)
- Сабов Йосиф — Парох церкви Покров Пресвятої Богородиці (14 жовтня) у с. Кострино Великоберезнянського р-ну
- Савчук Микола — Парох церкви Покров Пресвятої Богородиці (14 жовтня) в с. Луг Рахівського р-ну
- Тилищак Андрій — Парох у с Брустури Тячівського р-ну, у с. Дунковиця іршавського р-ну
- Тіводор Стефан — Помічний священик церкви Успення Пресвятої Богородиці (28 серпня) в м. Мукачево.
- Уйгелі Йосиф — Парох церкви Успіння Пресвятої Богородиці (28 серпня) в смт. Середнє Ужгородського р-ну